# Constitución de la República de El Salvador de 1983
La Constitución de la República de El Salvador de 1983 es la norma fundamental del Estado salvadoreño, vigente desde el 20 de diciembre del año mencionado.
Dicha normativa fue adoptada en su forma original por una Asamblea Constituyente formada en 1982, la cual fue transformada en Asamblea Legislativa al momento de entrar en vigencia la nueva Carta Magna. 
Desde 1991, con motivo de las negociaciones que culminaron con la firma de los Acuerdos de Paz el 16 de enero de 1992, el texto de la Constitución ha tenido veintisiete reformas.

## Proceso de redacción de la Constitución
El 15 de octubre de 1979, el presidente Carlos Humberto Romero fue derrocado y sustituido por la Junta Revolucionaria de Gobierno. El primer acto del nuevo gobierno provisional fue suspender la vigencia de la Constitución de 1962 que había servido de respaldo legal a los gobiernos autoritarios del Partido de Conciliación Nacional (PCN). A mediados de 1981, en plena guerra civil, la Junta Revolucionaria de Gobierno prometió iniciar un proceso de democratización y convocar comicios para elegir una Asamblea Constituyente.
El 28 de marzo de 1982, se celebraron las elecciones prometidas. La Asamblea Constituyente tomó posesión el día 26 de abril de 1982, con una mayoría de diputados de los partidos políticos de derecha Alianza Republicana Nacionalista (ARENA) y PCN que eligieron como Presidente de la Asamblea Constituyente a Roberto d'Aubuisson y Presidente Provisional de la República a Álvaro Magaña. Durante 19 meses los diputados de ARENA, PCN y del Partido Demócrata Cristiano (PDC) debatieron extensamente el proyecto de la nueva Constitución, que fue aprobada el 15 de diciembre de 1983 y entró en vigencia cinco días después. El día en que entró en vigencia la nueva Constitución, por mandato expreso de ésta, la Asamblea Constituyente que la elaboró se transformó en Asamblea Legislativa, terminando su período el 30 de abril de 1985.

Nosotros, representantes del pueblo salvadoreño, reunidos en Asamblea Constituyente, puesta nuestra confianza en Dios, nuestra voluntad en los altos destinos de la patria y en ejercicio de la potestad soberana que el pueblo de El Salvador nos ha conferido, animados del ferviente deseo de establecer los fundamentos de la convivencia nacional con base en el respeto a la dignidad de la persona humana, en la construcción de una sociedad más justa, esencia de la democracia y al espíritu de libertad y justicia, valores de nuestra herencia humanista,

decretamos, sancionamos y proclamamos, la siguiente Constitución.
Preámbulo del Decreto Constituyente No. 38, del 15 de diciembre de 1983